# Tony Bennett on Holiday
Tony Bennett on Holiday è un album in studio del cantante statunitense Tony Bennett, pubblicato nel 1997.

## Tracce
1. (In My) Solitude
2. All of Me
3. When a Woman Loves a Man
4. Me, Myself and I
5. She's Funny That Way
6. If I Could Be with You (One Hour Tonight)
7. Willow Weep for Me
8. Laughing at Life
9. I Wished on the Moon
10. What a Little Moonlight Can Do
11. My Old Flame
12. That Ole Devil Called Love
13. Ill Wind
14. These Foolish Things (Remind Me of You)
15. Some Other Spring
16. Crazy She Calls Me
17. Good Morning Heartache
18. Trav'lin' Light
19. God Bless the Child